# Stadium Nagai
Nagai Stadium (jap. 大阪市 長居陸上競技場 Ōsaka-shi Nagai Rikujō Kyōgijō) – stadion położony w japońskim mieście Osaka, na którym domowe mecze rozgrywa piłkarska drużyna Cerezo Osaka. Obiekt jest również wykorzystywany do organizacji zawodów lekkoatletycznych.

## Historia
Stadion został otwarty w 1964, początkowo mógł pomieścić 23 000 widzów. W 1996 obiekt został rozbudowany i od tego momentu posiada 50 000 miejsc siedzących.
Rozegrano tu trzy mecze Mistrzostw Świata 2002:
Mecze fazy grupowej:
- 12 czerwca:  Nigeria 0:0 Anglia
- 14 czerwca:  Tunezja 0:2 Japonia

Ćwierćfinał:
- 22 czerwca:  Senegal 0:1 Turcja  (po dogrywce)

Na stadionie odbyły się też Mistrzostwa Świata w Lekkoatletyce 2007. 